# Cantón de Viriat
El cantón de Viriat (en francés canton de Viriat) era una división administrativa francesa del departamento de Ain, en la región de Ródano-Alpes.

## Composición
El cantón estaba formado por seis comunas:
- Buellas
- Montcet
- Polliat
- Saint-Denis-lès-Bourg
- Vandeins
- Viriat

## Supresión del cantón
En aplicación del decreto n.º 2014-147 del 13 de febrero de 2014, el cantón de Viriat fue suprimido el 1 de abril de 2015 y sus 6 comunas pasaron a formar parte; cuatro del cantón de Attignat, una del cantón de Bourg-en-Bresse-1 y una del cantón de Bourg-en-Bresse-2.